# Jens Weißflog
Jens Weißflog (født 21. juli 1964 i Breitenbrunn, Østtyskland) er en tysk tidligere skihopper og tredobbelt olympisk guldvinder. 

## Karriere
Weißflog kom frem på den internationale scene i 1983, og året efter vandt han Firebakketurneringen, hvorpå han deltog i vinter-OL, der blev afholdt i Sarajevo. Han stillede op på lille og stor bakke, og på lille bakke førte finske Matti Nykänen efter første runde foran Weißflog. Østtyskerens præstation i anden runde var ikke blændende, men bragte ham på førstepladsen, og da Nykänen præsterede et relativt dårligt spring, endte Weißflog med at tage guldet med 215,2 point foran Nykänen med 214,0 og en anden finne, Jari Puikkonen med 212,8. Nogle dage senere blev der sprunget på stor bakke, og her var Nykänen suveræn og sejrede med 231,2 point, mens Weißflog blev nummer to med 213,7 og Pavel Ploc fra Tjekkoslovakiet blev nummer tre med 202,9 point.
Vinter-OL 1988 i Calgary blev en skuffelse for Weißflog, der måtte nøjes med en niendeplads på lille bakke og blot blev nummer 31 på stor bakke. Heller ikke vinter-OL 1992 i Albertville blev nogen succes for ham, da han stillede op for det nu genforenede Tyskland, idet det igen blev til en niendeplads på lille bakke, en 33. plads på stor bakke og en femteplads i holdkonkurrencen.
Ved vinter-OL 1994 i Lillehammer gik det meget bedre, idet han efter en fjerdeplads på lille bakke vandt guld på stor bakke i sikker stil med 274,5 point, mens norske Espen Bredesen, der havde været bedst i første runde, blev nummer to og østrigeren Andi Goldberger nummer tre. I holdkonkurrencen på stor bakke var det Weißflogs præstation på 277,7 point, der var basis for det tyske holds sejr, hvor Dieter Thoma, Hansjörg Jäkle og Christof Duffner var de øvrige på holdet, der opnåede i alt 970,1 point. Japan blev her nummer to med 956,9 og Østrig nummer tre med 918,9 point.
Han vandt desuden op gennem 1980'erne to VM-guldmedaljer. Udover sejrene sikrede han sig desuden adskillige sølv- og bronzemedaljer i Firebakketurneringen og ved VM.